# ブハイラ県
ブハイラ県（ブハイラけん、英語: Beheira Governorate、アラビア語: محافظة البحيرة）は、エジプトにある県。県庁所在地は、ダマンフール。首都のカイロから135km北に位置する。総人口は4,737,129人（2006年）。日本ではベヘイラ県とも表記される。

## 概要
ブハイラ県は、エジプトの交通の要所であり、カイロに繋がる砂漠道路・農業専用道路・国際道路・環状道路と4つの高速道路が整備されている。県内には、コプト正教会などのキリスト系東方教会などの聖堂などが数多く存在する。またブハイラ県は工業地帯であり、工業製品が生産される一方、北側の地中海に面する場所では、漁業が行われている。

## 統計
- 面積 - 10,130平方キロメートル（2006年）
- 人口 - 4,737,129人（2006年）
- 人口密度 - 1平方キロメートル当たり468人

## 隣接する県
西にアレクサンドリア県、マトルーフ県と接し、東にカフル・アッシャイフ県・ガルビーヤ県・ミヌーフィーヤ県、南にギーザ県と接する。

## 出身有名人
- アハメッド・ズウェイル - ノーベル化学賞受賞者
- ハサン・アル＝バンナー - ムスリム同胞団創始者
- アブドルハリーム・アブーガザーラ - エジプト国防大臣・副首相、陸軍元帥
- シャウキー・イブラーヒーム・アブドゥルカリーム - エジプト大ムフティー